# ليام بيكيت
ليام بيكيت (بالإنجليزية: Liam Beckett)‏ هو لاعب كرة قدم بريطاني، ولد في 17 يوليو 1951. لعب مع نادي كروسيدرز.